# Округ Котонвуд (Минесота)
Округ Котонвуд (енгл. Cottonwood County) је округ у америчкој савезној држави Минесота.

## Демографија
По попису из 2010. године број становника је 11.687, што је 480 (-3,9%) становника мање него 2000. године.
| Група             | 2000.          | 2010.          |
| Белци             | 11.509 (94,6%) | 10.432 (89,3%) |
| Афроамериканци    | 41 (0,3%)      | 87 (0,7%)      |
| Азијати           | 198 (1,6%)     | 317 (2,7%)     |
| Хиспаноамериканци | 267 (2,2%)     | 720 (6,2%)     |
| Укупно            | 12.167         | 11.687         |